# Substitutionstherapie Opioidabhängiger
Eine Substitutionstherapie Opioidabhängiger (englisch opioid maintenance treatment (OMT); umgangssprachlich auch: Drogensubstitution oder Drogenersatztherapie) ist eine Behandlung von Personen, die an einer Abhängigkeit von Opioiden – meist Heroin – leiden. Die Behandlung erfolgt mit gesetzes- und richtlinienkonform zu verordnenden Medikamenten, wobei das Ziel darin besteht, in (mehr oder weniger) absehbarer Zeit eine dauerhafte Substanzfreiheit (Abstinenz) herbeizuführen oder im Sinne einer Dauersubstitution eine Schadensminimierung anzustreben und damit den Gesundheitszustand und die soziale Situation der Patienten deutlich zu verbessern und gleichzeitig Schaden von der Gesellschaft abzuwenden. Beide Zielorientierungen sind als gleichwertig zu betrachten und schließen sich gegenseitig nicht aus. Nachgewiesenermaßen bessere Resultate sind vorzuweisen, wenn die Verabreichung der Substitutionsmittel bei gleichzeitiger sozialarbeiterischer und psychoedukativer – wesentlich seltener auch psychotherapeutischer – Begleitung erfolgt. Ein sogenanntes Substitutionsprogramm beinhaltet ebendiese psychosoziale Betreuung. Daneben bieten Substitutionsprogramme die Möglichkeit, die Teilnehmer bezüglich häufiger Begleitkrankheiten (wie einer Hepatitis C) abzuklären, sie auch hier einer Behandlung zuzuführen und beispielsweise Impfungen gegen Hepatitis A und B anzubieten.
Die eingesetzten Substanzen enthalten die angegebene Wirkstoffmenge und keine Verunreinigungen. Die Komplikationen des illegalen Drogenkonsums, wie Spritzenabszesse sowie die Übertragung von Hepatitis C und B, und HIV können so vermieden werden. Die Betroffenen werden außerdem langfristig zeitlich und finanziell entlastet, Prostitution und Beschaffungskriminalität können reduziert oder vermieden werden. Der behandelnde Arzt und die psychosoziale Beratungsstelle versuchen gemeinsam mit dem Patienten, auftauchende Krisen möglichst frühzeitig zu erkennen bzw. diese im Sinne einer Krisenintervention zu bearbeiten und auf die Erhaltung des Arbeitsplatzes (Aufnahme einer Arbeit; Beginn oder Abschluss einer Ausbildung) sowie den Aufbau sozialer Kontakte außerhalb des Drogenmilieus hinzuwirken.

## Geschichte
Schon 1949 wurden Heroinabhängige im United States Public Health Service Hospital in Lexington, der größten, 1935 eröffneten Drogenentzugsanstalt der USA, mit Methadon als damals bester Entzugssubstanz ausschleichend für meist sieben bis zehn Tage behandelt.
Ab Mitte der 1950er Jahre wurde es offensichtlich, dass das dem Finanzministerium der Vereinigten Staaten unterstellte, seit 1930 bestehende Federal Bureau of Narcotics mit seiner rigiden Politik zur Unterbindung jeglichen Konsums und jeder Weiter- und Abgabe von Opioiden gescheitert war. 1955 schlossen sich die American Bar Association (eine Berufsvereinigung von Rechtsanwälten) und die American Medical Association zusammen, um in einem gemeinsamen Papier zur anhaltenden Verbreitung von Narkotika Stellung zu nehmen. Im 1958 veröffentlichten Zwischenbericht des Komitees wurde empfohlen, auf experimenteller Basis eine ambulante Einrichtung zur Verschreibung von Narkotika einzurichten. In diesem Papier wurde auch die Einschüchterung von Medizinern, die Opioide verordneten, kritisiert und wurde die Vermutung geäußert, dass eine Erhaltungstherapie die Drogenkriminalitätsrate senken könnte.
Der eigentliche Beginn der wissenschaftlichen Auseinandersetzung mit der (längerfristig erfolgreichen) medikamentösen Behandlung einer Abhängigkeit von Opioiden kann durch die Veröffentlichung der Forschungen von Vincent Dole und Marie Nyswander im Jahre 1965 bestimmt werden. Opioidrezeptoren waren damals noch unbekannt; erste Hinweise für deren Existenz wurden erst 1973 veröffentlicht. Ebenso wenig wusste man von der Existenz endogener Opioide, die erst ab 1975 entdeckt wurden. So wurde Methadon aufgrund sorgfältiger klinischer Beobachtung von Schmerzpatienten und Abhängigen ausgewählt, weil die lange Halbwertzeit ebenso wie die sehr hohe orale Bioverfügbarkeit, als großer Vorteil gesehen wurde.
Dole und Nyswander verabreichten dabei hohe Dosierungen von 50 bis 150 mg Methadon als einer der Komponenten einer Langzeittherapie, die bezüglich der Methadongabe unbefristet angelegt war. 1966 veröffentlichten sie ihre Arbeit über die Blockade der „narkotischen“ Wirkung von intravenös konsumierten Opioiden nach Methadon-Dosierungen von 60–120 mg. Das heißt, dass die zusätzliche Einnahme von Straßenheroin (oder anderen Opioiden) keinen euphorisierenden Effekt auslösen kann und somit auch keine Versuchung entsteht, dieses einzunehmen. Ausdrücklich lehnten sie eine unkontrollierte Abgabe ab. Dieses ursprüngliche Konzept wurde rasch zunächst in den USA und dann weltweit positiv aufgenommen.
In der Folgezeit wurde das Konzept der Langzeitunterstützung verlassen und das Ziel der Abstinenz in den Vordergrund gestellt, dabei die Methadondosis reduziert und die Patienten aus der Behandlung entlassen, wenn sie mit Opiaten rückfällig wurden, sich nicht an den Behandlungsvertrag hielten und ein Konsum anderer Suchtmittel nachgewiesen wurde. International durchgesetzt hat sich mit der Zeit jedoch die Sichtweise, dass es sich bei einer Abhängigkeit von Opioiden um eine chronische Erkrankung handelt und Rückfälle typisch für den Verlauf der Erkrankung sind, und dass Maßnahmen zur Schadensreduzierung (harm reduction) sowohl für die Betroffenen also auch für die Gesellschaft von Nutzen sind.

## Methoden
Methadonreduktions- (Entgiftung, Entzug) und Methadonerhaltungsmethode (Dauersubstitution) werden heute in vielen Ländern gleichzeitig angeboten. Daneben gibt es auch Behandlungsstrategien, die beispielsweise als „Erhaltungstherapie zum Entzug“ oder „Abstinenz-orientierte Erhaltungstherapie“ bezeichnet werden.
Die Langzeitbehandlung Opioidabhängiger wird auch als „medizinische Erhaltungstherapie“ bezeichnet, diese selbst als spezifische Behandlung einer metabolischen Störung gesehen und mit der Insulinverabreichung bei einer Zuckerkrankheit oder der Dauertherapie einer arteriellen Hypertonie verglichen. Damit wird sie der zeitlich begrenzten „Kurzzeit-“ bzw. „psychotherapeutischen Erhaltungstherapie“ gegenübergestellt, wo davon ausgegangen wird, dass mit der abnehmenden Opioidtoleranz bei ausschleichender Behandlung und psychosozialer Unterstützung ein andauernder Normalzustand hergestellt werden kann. Letztere Zielsetzung wird von den Befürwortern einer medizinischen Erhaltungstherapie in Frage gestellt und neben Laborstudien auf die hohe Rückfallquote nach allen Formen der Entzugsbehandlung verwiesen. Allerdings können sehr viele Faktoren zu Rückfällen führen und ist die klinische Relevanz der Laborstudien noch unklar, sodass bis zum heutigen Tag der Richtungsstreit unentschieden bleibt.
Die Autoren der britischen National Treatment Outcome Research Study (NTORS) stellten fest, dass sich Patienten in einer Abstinenz-orientierten Erhaltungstherapie bezüglich ihrer Methadondosierung nach einem Jahr nicht signifikant von Patienten in einer klassischen Erhaltungstherapie unterschieden. Nach zwei Jahren zeigte sich, dass umso mehr Heroin konsumiert wurde, je schneller Methadon reduziert worden war. Die Autoren zogen unter anderem den Schluss, dass die spezifische Form der Methadonreduktionstherapie und die entsprechenden Behandlungsziele nicht nur den Patienten, sondern auch dem Behandlungsteam besser zu vermitteln seien.

## Wirksamkeit
Eine Substitutionstherapie Opioidabhängiger gilt heute als so wirksam, dass es für die behandelnden Ärzte oft nur mehr schwer möglich ist, eine Verletzung des Behandlungsvertrages durch einen Therapieabbruch zu sanktionieren. So traten in einer Studie mit 1.544 Patienten nach einer Methadonsubstitution doppelt so viele Todesfälle wie während der Substitution auf und war die Rate an Todesfällen durch Opioidkonsum 51× höher. Eine 8fach erhöhte Sterblichkeit wurde auch unter einer Substitution durch wohl vor Beginn der Behandlung erworbene Erkrankungen beobachtet, doch war diese wesentlich geringer als die 63fach erhöhte Sterblichkeit von Abhängigen ohne Therapie oder die 55-fach erhöhte Sterblichkeit von Abhängigen, die ein Substitutionsprogramm wegen Regelverletzungen verlassen mussten.
Die Kosten-Nutzen-Analyse einer Substitutionstherapie ergibt bei einer konservativen Berücksichtigung von Gesundheitskosten und Kosten der Sozialbetreuung und der Folgen kriminellen Verhaltens in England ein Verhältnis von 1:9,5 bis 1:19.
Dies ist nach den Ergebnissen der National Treatment Outcome Research Study (NTORS) vor allem die Folge einer deutlich gesenkten Kriminalitätsrate, auch wenn eine Cochrane-Studie unter Berücksichtigung aller auswertbaren vorhandenen Studien hier keinen signifikanten Vorteil belegen konnte. Neben den erwähnten Kostenkriterien sind die Auswirkungen auf die familiäre Belastung durch eine Abhängigkeit von Opioiden, die Angst der Gesellschaft vor einem Anwachsen der Kriminalität oder die Auswirkungen einer Änderung des Konsumverhaltens schwerer zu fassen und werden somit in Kosten-Nutzen-Analysen von Substitutionsprogrammen in der Regel nicht mit eingeschlossen.

## Substanzen
Der am meisten verwendete Ersatzstoff ist Methadon bzw. Levomethadon, zunehmend wird auch Buprenorphin und aufgrund der erhöhten formalen Anforderungen nur noch selten auch Dihydrocodein/Codein verwendet. Die Substanzen werden oral eingenommen unter Aufsicht (bei dem verordnenden Arzt, oder in der Apotheke). Nach einer gewissen Zeit kann der Arzt entscheiden, ob er das jeweilige Substitutionsmittel bei stabilen Patienten im Rahmen der sogenannten „Take-Home-Verordnung“ gemäß der BuB-Richtlinien Abs.4.1 rezeptiert.
Aufgrund der nachgewiesenen Wirksamkeit wurde Methadon 2005 von der Weltgesundheitsorganisation (WHO) in ihre Liste der unentbehrlichen Arzneimittel aufgenommen. Buprenorphin soll eingesetzt werden, wenn dessen Einsatz gegenüber der Behandlung mit Methadon Vorteile bringt. Methadon ist deutlich preisgünstiger – eine Tatsache, die bei der Behandlung Opioidabhängiger (wie in allen anderen Bereichen der Medizin ebenfalls) zu beachten ist.

### Methadon
Belegbare Hinweise für die Wirksamkeit von Methadon gibt es vor allem für Patienten in Dauersubstitution. Diese Evidenz ist umso schwächer, je kürzer Methadon verabreicht wird, und zum Teil auch, je mehr das Behandlungskonzept von dem ursprünglichen, von Dole, Nyswander und Kreek entwickelten Konzept abweicht.
Zusätzlich ist die Höhe der verabreichten Dosis von entscheidender Bedeutung. Dabei liegt die Grenze zwischen einer niedrigen und hohen Dosis irgendwo zwischen 60 und 100 mg/Tag. Patienten wünschen meist nur jene Dosierung, mit der sie sich „wohl“ fühlen, das heißt die Dosis, die Entzugssymptome nicht aufkommen lässt. Mittlere bis hohe Dosen unterdrücken auch das Substanzverlangen – nicht nur für Heroin – und es kommt bei hohen Dosen zu einer vollständigen Opioidblockade. Patienten wollen solch hohe Dosen meist nicht, da sie das Ziel einer völligen Substanzfreiheit nicht aufgeben möchten. Für die Opioidblockade können aufgrund großer interindividueller Unterschiede in der Verstoffwechselung von Methadon (genetischer Polymorphismus bezüglich der die Abbauenzyme kodierenden Gene, von Transportproteinen und µ-Rezeptoren) 55 mg/Tag ausreichen, andererseits bis zu 921 mg/Tag erforderlich sein. In letzterem Fall (bei Patienten, die den Wirkstoff sehr schnell abbauen können, also sog. Fast- oder Ultra-Fast-Metabolizern) kann eine zweimal tägliche Einnahme Abhilfe schaffen. Zusammenfassend stützt eine Methadon-Dosierung von mehr als 60 mg/Tag den Verbleib in der Substitution signifikant und führt zu weniger Heroin-Konsum, umgekehrt bringen mehr als 100 mg/Tag in der Mehrzahl der Fälle keinen Zusatznutzen und gibt es keine kontrollierten Studien, die eine routinemäßige Dosierung in dieser Höhe rechtfertigen würden.
Methadon ist in der Langzeitverordnung bemerkenswert sicher. Während Justo 2006 noch betonte, dass eine routinemäßige kardiologische Abklärung nicht notwendig sei, erhöhen die neuen (US-amerikanischen) Richtlinien die Sicherheit bezüglich des Auftretens von potentiell lebensgefährlichen Herzrhythmusstörungen weiter (siehe Beitrag: Methadon). Oft müssen Patienten auf diese Tatsache hingewiesen werden, da Methadon in der Drogenszene teilweise als schädliches Medikament gesehen und abgelehnt wird. Von vielen Heroinabhängigen wird Methadon jedoch auf der Drogenszene gekauft, da die Wirkung wesentlich länger anhält als die von Heroin. Methadon ist jedoch bekannt dafür, dass Patienten bei langfristigem Gebrauch eine QT-Zeit-Verlängerung im EKG aufweisen können. Diese Problematik kann jedoch bei gefährdeten Patienten mit dem Wechsel auf Levomethadon gelöst werden, da dieser Wirkstoff diese Nebenwirkung nicht aufweist.
Die Zusammenfassung von 52 großen Studien mit insgesamt 12.075 Teilnehmern ergab: Mit einer Methadon-gestützten Substitutionstherapie gelingt es besser als mit allen anderen Methoden (nicht untersucht wurden retardierte Morphine, für die es nur wenige Studien gibt), den Patienten in einem Substitutionsprogramm zu halten; bzgl. des Beikonsums von Heroin unterscheidet sie sich nicht von der heroingestützen Substitution und ist nur der Therapie mit LAAM unterlegen.
Hohe Methadondosierungen können auch zu einer signifikanten Abnahme eines Kokain-Beikonsums führen, wobei gemeinsame Mechanismen der Abhängigkeitsentwicklung angenommen werden.
Die Substitution mit Methadon erhöht die Wahrscheinlichkeit einer Schwangerschaft bei Frauen.

### Buprenorphin
Die Kombination von Buprenorphin und intensiver psychosozialer Betreuung ist im Gegensatz zu einer alleinigen intensiven psychosozialen Betreuung sicher und hocheffektiv. Seiner Eigenschaft als partiellem Antagonisten ist zu verdanken, dass es zu einem Sättigungseffekt bezüglich der atemdepressorischen Wirkung kommt. Dennoch kann es auch mit Buprenorphin, v. a. bei Beikonsum von Benzodiazepinen, zu ungewollten Überdosierungen und Todesfällen kommen.
Buprenorphin kann bei gleichzeitig vorhandener Hepatitis C zu einer Erhöhung der Leberenzyme Aspartat-Aminotransferase (ASAT) und Alanin-Aminotransferase (ALAT) und in Einzelfällen zu einer akuten Lebernekrose führen. Somit muss auch vor Beginn einer Buprenorphinsubstitution auf eine bestehende Hepatitis B und C untersucht und sollen die Leberfunktionsparameter (Enzyme, Bilirubin, INR, und Albumin) bestimmt und diese nach Ermessen des Behandlers periodisch kontrolliert werden. Auf die Einnahme von Alkohol soll verzichtet werden. Bei einem gleichzeitig bestehenden problematischen Alkoholkonsum kommt besser Methadon zum Einsatz.

### Diamorphin
Heroin (Diamorphin) war in Deutschland bisher nicht verkehrsfähig, d. h., es durfte weder verkauft noch medizinisch eingesetzt werden. Weil immer wieder über schwerkranke Patienten berichtet wurde, deren Abhängigkeit von Heroin mit Ersatzdrogen nicht befriedigend behandelt werden konnte, gab es nach dem Muster anderer Staaten (Schweiz, Niederlande) unter Aufsicht der Bundesopiumstelle 2002–2006 ein Modellprojekt „heroingestützte Behandlung“, an dem die Städte Hamburg, Karlsruhe, Bonn, Hannover, Köln, München und Frankfurt am Main teilnahmen. Ergebnisse wurden im März 2006 vorgelegt: Der Gesundheitszustand der etwa 500 mit Diamorphin (Heroin) Substituierten war deutlich besser als in der mit Methadon substituierten Vergleichsgruppe, illegaler Beikonsum und Beschaffungskriminalität geringer. Aufgrund dieser Ergebnisse wurde die Aufnahme der Diamorphingestützten Behandlung in das normale Substitutionsprogramm von allen Bundestagsfraktionen mit Ausnahme der CDU/CSU sowie von mehreren unionsregierten Ländern gefordert; die Diamorphingestützte Behandlung wurde derweil mit Sondergenehmigung des Bundes fortgesetzt.
Patienten in Heroinprogrammen neigen mehr als Teilnehmer in anderen Programmen dazu, um eine Erhöhung der Dosierung zu bitten. Es wird empfohlen, in solchen Fällen darauf hinzuweisen, dass eben deshalb generell nicht Heroin, sondern Methadon als Substitutionsmittel empfohlen wird, da mit letzteren die Dosierung jahrelang stabil gehalten werden kann.

### Retardierte Morphine
Retardierte Morphine sind  in der Schweiz, Österreich, Australien, Bulgarien, Frankreich, Slowenien und seit 2015 in Deutschland zur Behandlung einer Opioidabhängigkeit verfügbar. Nachteile sind, dass ein Heroinbeikonsum in Harntests nicht erkennbar ist und die Dosierung in Substitutionsprogrammen sich nach der schlechten oralen Bioverfügbarkeit richtet und es bei einem nicht-bestimmungsgemäßen und nie ausschließbaren i.v.-Gebrauch zu unbeabsichtigten, tödlichen Überdosierungen kommen kann. Bei der Einnahme muss darauf geachtet werden, dass die Kapseln nicht zerkaut werden, da damit die Wirkungsverzögerung bzw. -verlängerung aufgehoben werden kann. Retardierte Morphine werden in Österreich von vornherein nur als Alternative für jene Patienten erwogen, die eine Unverträglichkeit von Methadon oder Buprenorphin aufweisen, sich einer antiretroviralen Therapie bei einer HIV-Infektion unterziehen oder eine QT-Zeit-Verlängerung im EKG aufweisen.
In einer frühen österreichischen Studie wurden von 146 Patienten in einem Methadondauerprogramm 16 aufgrund von schwerwiegenden Nebenwirkungen auf das retardierte Opioid Morphinsulfat umgestellt, wonach sich die Nebenwirkungen zurückbildeten und die Patienten mit der Umstellung zufrieden waren.
In einer späteren österreichischen Studie mit insgesamt 240 Patienten wurde die Lebensqualität von den Studienteilnehmern unter retardierten Morphinen als niedriger im Gegensatz zu jenen unter Methadon und Buprenorphin angegeben, während in einer wesentlich kleineren australischen Studie mit 14 Teilnehmern die Umstellung von Methadon auf retardierte Morphine zu 78 % als positiv erlebt wurde. Einschränkend muss allerdings erwähnt werden, dass bei einer derart kleinen Teilnehmerzahl Prozentzahlen mit Vorsicht zu betrachten sind. Die Autoren beider Arbeiten befürworten weitere Studien.
Insgesamt betrachtet sind unretardierte Morphine stärker euphorisierend als Methadon und Buprenorphin, sodass ein Teil der Opioidabhängigen sehr darauf drängt, diese verordnet zu bekommen, teils auch die unzureichende Wirkung bzw. die Nebenwirkungen der anderen Substitutionsmittel besonders betont. In Anbetracht der Nachteile müssen die Behandlungsziele entsprechend präzisiert, die Kontrollen auf Einhaltung der Vereinbarungen intensiviert werden, muss die Einnahme unter Sichtkontrolle genauer erfolgen und müssen die Mitgaberegelungen restriktiver gehandhabt werden.

### LAAM
Levacetylmethadol (LAAM) ist derzeit in der Substitution nicht verfügbar, da die Herstellerfirma die Vermarktung aufgrund eines erhöhten Risikos für Herzrhythmusstörungen eingestellt hat. Aufgrund seiner sehr langen Halbwertszeit, die eine Einnahme jeden dritten Tag erlauben würde, wäre es jedoch ein ideales Mittel für die Substitutionsbehandlung. Die Autoren einer europäischen Multicenterstudie kommen zu dem Schluss, dass eine Diskussion bezüglich einer Einführung von LAAM in der EU stattfinden sollte.

## Kontrollen
Eine Substitutionstherapie ohne Urinkontrollen ist zu vergleichen mit einer Diabetesbehandlung ohne Messungen der Blutzuckerwerte oder der Therapie einer Hochdruckerkrankung ohne regelmäßige Bestimmung des Blutdrucks. Dies gilt, auch wenn im Rahmen von Studien nachgewiesen werden konnte, dass die Selbstangaben der Klienten/Patienten zum Substanzkonsum und die erhobenen Testresultate recht gut übereinstimmen.
Die üblichen Harnkontrollen genügen forensischen Anforderungen zwar nicht, erlauben in der Praxis aber doch eine ausreichend objektive Aussage zur Therapie-Compliance, dem Konsum illegaler Substanzen oder von Benzodiazepinen und bieten Zusatzinformationen zur Entscheidungsfindung bei Therapieänderungen. Ein Beikonsum kann somit reduziert werden oder ganz unterbleiben, auch wenn es nur wenige Hinweise gibt, dass Harnkontrollen eine abschreckende Wirkung bezüglich eines unerlaubten Beikonsums haben. Auf den Harnbecher aufklebbare Temperaturmessstreifen erhöhen die Aussagekraft der Urintests, sodass auf eine Harnabgabe unter Sichtkontrolle, die für den Patienten und das Personal entwürdigend ist, unter Umständen verzichtet werden kann. Urintests können falsch positive und falsch negative Resultate liefern, Ergebnisse wissenschaftlicher Studien lassen darauf schließen, dass ein zusätzlicher Substanzgebrauch nicht verlässlich ausgeschlossen wird und der Kenntnisstand von Opioidverschreibern bezüglich der Aussagekraft von Harntests lässt zu wünschen übrig.
Verpflichtende Harnkontrollen führen zu mehr Kontakten mit den Betreuern und ermöglichen Aussagen zur Effizienz eines Programms.
Abstriche der Mundschleimhaut liefern ebenso genaue Ergebnisse bezüglich eines Nachweises von Methadon und Opioiden. Die Akzeptanz dieser Methode ist seitens der Klienten/Patienten wesentlich höher als die einer Urinabgabe unter Sichtkontrolle. Weitere, wichtige Vorteile sind, dass die geforderte eindeutige Zuordnung hiermit ohne weitere Umstände gewährleistet ist und der Test jederzeit durchgeführt werden kann, d. h., dass man nicht darauf warten muss, bis die zuvor gerade entleerte Blase wieder gefüllt ist – sofern man im Einzelfall dann auf den Test bestehen möchte. Kontrollen sind somit auch häufiger möglich. Allerdings variieren die Konzentrationen in Mundflüssigkeit und Blut sowohl von Substanz zu Substanz, von Person zu Person als auch intraindividuell. Da die Spezifität für Benzodiazepine wohl vergleichbar, die Sensitivität allerdings deutlich schlechter ist, ist diese Methode für den Nachweis eines Beikonsums von Benzodiazepinen derzeit ungeeignet.
Forensisch aussagekräftig sind nur chromatographische Nachweisverfahren (vorzugsweise Gas- oder Flüssigkeitschromatographie gekoppelt mit einem Massenspektrometer), da diese geeignet sind, Einzelstoffe zu erfassen und von wirksamen und unwirksamen Stoffwechselprodukten zu unterscheiden sowie die erforderlichen Konzentrationen zu bestimmen.

## Beikonsum
Als Beikonsum wird die zusätzliche Einnahme anderer psychotroper Substanzen, vornehmlich von Benzodiazepinen, Alkohol und Kokain bezeichnet. Dies ist eines der größten Probleme von Abhängigen in Substitutionsprogrammen, vor allem in Bezug auf tödliche Überdosierungen. Zudem führt der Beikonsum von Benzodiazepinen u. a. zu einer deutlichen Verschlechterung des Arbeitsgedächtnisses. Soweit möglich, sollte eine Substitutionstherapie mit dem Substitutionsmittel alleine unter Verzicht auf andere Substanzen erfolgen. Nicholas Seivewright führt als theoretische Grundlage für diese Forderung an, dass viele der Studien, die zum evidenzbasierten Wirksamkeitsnachweis von Methadon geführt haben, mit Studienteilnehmern ohne Beikonsum durchgeführt wurden. Bei psychiatrischen Begleiterkrankungen (vornehmlich Angststörungen), unzureichendem Ansprechen auf psychoedukative Maßnahmen, fehlender Bereitschaft des Patienten, die Dosis des Substitutionsmittels zu erhöhen, und ungenügender Wirksamkeit alternativer Medikamente ist eine Zusatzbehandlung mit Benzodiazepinen nicht zu umgehen. Je kritikloser deren Verordnung erfolgt, umso eher ist mit einem schädlichen Gebrauch und einer Weitergabe oder einem Verkauf zu rechnen.

## Schmerzbehandlung
Dass Schmerzen in allen Bevölkerungsgruppen oft unzureichend behandelt werden, ist ein bekanntes Problem, eine ausreichende Schmerztherapie wird aber bei Personen mit einer Abhängigkeitserkrankung in der Vorgeschichte und Patienten in Substitutionsbehandlung deutlich seltener durchgeführt. Die Gründe, die einer effektiven Schmerzbehandlung entgegenstehen, sind vielfältige und komplexe.

## Schwangerschaft
Schwangerschaften bei Drogenabhängigen müssen von Frauenärzten und Geburtshelfern als Risikoschwangerschaften gesehen werden. Die Behandlung wird entsprechend den auftretenden Beschwerden auf die Schwangere zugeschnitten. Heroinabhängige Frauen, die schwanger werden, sollen in ein Substitutionsprogramm aufgenommen werden. Bei Frauen in einem Substitutionsprogramm soll dieses fortgesetzt werden. Der (vorsichtige) Entzug mittels Naloxon ist derzeit kein Standardverfahren. Bei Konsum von Straßenheroin oder illegal erworbenen Ersatzstoffen kommt es gehäuft zu einem Wechsel von Überdosierung und Entzugssymptomen, die die Gesundheit von Mutter und Kind gefährden können. Die kontrollierte Abgabe eines Substitutionsmittels verhindert diese Schwankungen. Zudem ermöglicht die Aufnahme in ein Substitutionsprogramm die besonders in der Schwangerschaft wichtige sozialarbeiterische Unterstützung.
Die Verstoffwechselung von Methadon wird durch den Einfluss von Progesteron auf das hauptsächlich für den Abbau verantwortliche Enzym Cytochrom P450 beschleunigt, sodass es zu Entzugserscheinungen kommen kann und dann eine entsprechend höhere Dosis eingenommen werden muss. Eventuell ist eine Methadon-Einnahme zwei Mal täglich angezeigt.
Nachdem Buprenorphin in Frankreich ohne weitere Ausbildung von Praktikern verordnet werden kann, sind dort bis zu 70.000 Abhängige entsprechend eingestellt. Wenngleich dortige Feldstudien sowie vereinzelt auch Angaben aus den USA die Sicherheit von BUP ab dem zweiten Schwangerschaftsdrittel zu bestätigen scheinen, zeigte eine prospektive finnische Studie ein erhöhtes Risiko für eine Opioidentzugssyndrom des Neugeborenen, einen hohen Bedarf einer Opioidersatztherapie bei den Neugeborenen, sowie ein höher als erwartetes Auftreten eines plötzlichen Kindstods. Die Substitutionstherapie einer Schwangeren geht einher mit der Substitution des Fötus, d. h. das ungeborene Kind konsumiert über die Plazenta die Substitutions-Medikamente. Diese haben eine toxische und/oder teratogene pharmakologische Potenz, die sich auf das Neugeborene auswirken.
Auch nach der Geburt ist eine Nachbetreuung der Frauen notwendig, da eine signifikant erhöhte Langzeitmorbidität, Sterblichkeit und ein Verlust an Produktivität mit vorzeitiger Pensionierung nachgewiesen werden kann. Daher ist eine genaue Analyse des vorliegenden Störungsbildes notwendig. Alle im Standard zur Verfügung stehenden Informationen müssen in ihrer Aussagekraft berücksichtigt werden, um eine Betreuung von Mutter und Kind gewährleisten zu können. Beispielhaft seien genannt: Mutterpass, U-Heft, alle ärztlichen Stellungnahmen, Auszüge aus den Strafregistern, Diagnosen von Kosten- und Leistungsträgern.
In den USA werden jedes Jahr geschätzte 7.000 Kinder von opioidabhängigen Frauen geboren.

## Therapieabbruch
Eine sofortige oder schneller als ursprünglich geplante Beendigung der Therapie kann notwendig sein, wenn es zu Tätlichkeiten, Körperverletzungen oder Gewaltandrohung gegenüber Personal oder Mitpatienten, Sachbeschädigung, Diebstahl oder Drogenhandel am Ort oder nahe der Substitutionseinrichtung sowie zu wiederholter Weitergabe des Substitutionsmittels kommt. In höherschwelligen Einrichtungen kann auch ein Beikonsum von psychotropen Substanzen zum (vertraglich vereinbarten) Behandlungsabbruch führen.
Ein Therapieabbruch ist ein Risikofaktor für Opioid-Intoxikationen, v. a. für tödliche Überdosierungen.
In einer italienischen Untersuchung hatten Opioidabhängige in den ersten 12 Monaten nach Verlassen des Substitutionsprogramms gegenüber Personen, die im Programm verblieben, ein 8fach erhöhtes Risiko zu sterben.
Zudem ist eine Substitutionstherapie in den 12 Monaten zuvor als Risikofaktor für eine (nicht tödliche) Überdosierung identifiziert worden.

## Länderspezifische Fakten
Unterschiede in der Behandlung Opioidabhängiger sind hauptsächlich auf die gesetzgeberischen Rahmenbedingungen zurückzuführen. Im Folgenden wird die Situation in den deutschsprachigen Ländern dargestellt.

### Deutschland
Rechtsgrundlage für legale Substitutionen sind in Deutschland das Betäubungsmittelgesetz und die Betäubungsmittel-Verschreibungsverordnung. Dort werden detailliert die zulässigen Substanzen, Indikationen und Zeiträume festgelegt. Konkrete Durchführungsbestimmungen hat für den Bereich der gesetzlichen Krankenversicherung der Bundesausschuss der Ärzte und Krankenkassen festgelegt (d. h. sie gelten nur für Vertragsärzte bzw. Versicherte der Gesetzlichen Krankenversicherungen
und Sozialhilfeempfänger). Die Richtlinie der Bundesärztekammer zur Durchführung der substitutionsgestützten Behandlung Opioidabhängiger stellt den allgemein anerkannten Stand der Erkenntnisse der medizinischen Wissenschaft insbesondere für die Therapieziele der substitutionsgestützten Behandlung Opioidabhängiger, die allgemeinen Voraussetzungen für die Einleitung und Fortführung einer Substitution sowie die Erstellung eines Therapiekonzeptes gemäß § 5 Abs. 12 der Betäubungsmittel-Verschreibungsverordnung fest. (Zu den Folgen einer Nichtbeachtung gesetzlicher Rahmenbedingungen siehe den Beitrag zu Hannes Kapuste, einem frühen Substitutionsarzt in Deutschland.)
Beide Richt- bzw. Leitlinien sind inzwischen weitgehend gleichlautend. Sie fordern den Nachweis einer speziellen Qualifikation (Fachkunde suchtmedizinische Grundversorgung) der teilnehmenden Ärzte und begrenzen die Zahl der gleichzeitig in einer Praxis betreuten Süchtigen. Darüber hinaus legen sie fest, dass eine psychotherapeutische und soziale Behandlung unabdingbarer Bestandteil der Substitution ist, wegen der Gefahr des unkontrollierten Beikonsums (Patient nimmt zusätzlich andere Drogen) sollen unangemeldet Blut- und Urinuntersuchungen vorgenommen werden.
Der Zugang zu den Programmen ist inzwischen erleichtert worden. Es kommen nach den gültigen Richtlinien allerdings weiterhin nur Abhängige in Frage, die nicht drogenfrei behandelt werden können, d. h. Substitution soll die Ausnahme bleiben. Das gilt beispielsweise, wenn mehrere Entwöhnungsbehandlungen erfolglos waren, während einer Schwangerschaft, bei schweren Begleitkrankheiten, insbesondere bei Krebs, AIDS oder chronischer Hepatitis. Jede Substitution muss dem Bundesinstitut für Arzneimittel und Medizinprodukte gemeldet und auch gegenüber der zuständigen kassenärztlichen Vereinigung dokumentiert werden. Damit soll verhindert werden, dass Süchtige von mehreren Ärzten gleichzeitig Ersatzdrogen erhalten. Bei Minderjährigen und Personen, deren Sucht weniger als zwei Jahre besteht, wird die Behandlung von einer Kommission überprüft, zeitlich begrenzt und besonders strikt auf das Ziel der vollständigen Abstinenz verpflichtet. Personen, die vorwiegend von anderen Substanzen als Opiaten abhängig sind (etwa Alkohol oder Kokain), dürfen nicht im Rahmen dieser Programme substituiert werden.
Am 1. Juli 2006 waren laut Bundestagsdrucksache 16/2294 beim Substitutionsregister des Bundesinstitut für Arzneimittel und Medizinprodukte folgende Daten gemeldet:
- 42 187 Patienten behandelt mit Methadon
- 11 506 Patienten behandelt mit Levomethadon
- 11 171 Patienten behandelt mit Buprenorphin
- 577 Patienten behandelt mit Dihydrocodein
- 118 Patienten behandelt mit Codein.

Mit Stand 1. Juli 2007 waren insgesamt 69.300 Personen in Substitutionsbehandlung.
Im Jahr 2017 waren in Deutschland 75.400 Opiatsubstitutierte gemeldet, im Jahr 2021 waren es 81.300 und damit rund die Hälfte der geschätzt 160.000 Opiatabhängigen in Deutschland. Im selben Zeitraum sank die Zahl der substituierenden Ärzte von rund 2700 auf 2500.

### Österreich
In Österreich sind laut § 23c des Suchtmittelgesetzes in der Substitutionsbehandlung „Methadon sowie auch Buprenorphin, jeweils in einer für die perorale Einnahme geeigneten und die i.v. Verwendung dieser Suchtmittel erschwerenden Zubereitung, Mittel der ersten Wahl. Nur bei Unverträglichkeit dieser Arzneimittel dürfen andere Substitutionsmittel verschrieben werden.“ Methadon wird auch aus Kostengründen der Vorzug gegeben. Außer obigen Substanzen dürfen auch die retardierten Morphine Morphinhydrochlorid und Morphinpentasulphat bei dokumentierter Unverträglichkeit anderer Substitutionsmittel verordnet werden. Dihydrocodein ist für die Substitutionsbehandlung nicht zugelassen.
Aktuellen Schätzungen zufolge sind in Österreich insgesamt ca. 22.000 bis 33.000 Menschen von einem problematischen Opiatkonsum (d. i. Gebrauch von „harten“ Drogen mit Abhängigkeit und gesundheitlichen, sozialen, und rechtlichen Folgen, in Österreich in erster Linie ein multipler Substanzgebrauch mit Beteiligung von Opioiden) betroffen, wobei im Jahre 2008 11.119 Personen in Substitutionsbehandlung gemeldet waren und unter Berücksichtigung anderer Faktoren 17.000 Personen in längerfristiger drogenspezifischer Betreuung standen.
Zur Situation der Substitutionsbehandlung im österreichischen Strafvollzug, siehe den Untersuchungsbericht im Auftrag der Vollzugsdirektion des Bundesministeriums für Justiz (Mai 2008) und den Rechnungshofbericht zur Justizanstalt Stein des Jahres 2007.

### Schweiz
Die Substitutionstherapie gehört als Teil der Schadensminderung zu einer der vier Säulen der Schweizer Drogenpolitik. Damit sollen die negativen Folgen des Drogenkonsums sowohl für die Konsumierenden als auch für die Gesellschaft vermindert werden. Die Substitutionstherapie erfolgt auf Grundlage des Betäubungsmittelgesetzes.
Im Jahr 2009 erhielten rund 17'000 Personen eine Substitutionstherapie, das sind etwa zwei Drittel der wegen Heroinsucht Behandelten. Bei 60 % erfolgte die Behandlung über die medizinische Grundversorgung, sonst in spezialisierten Zentren. Bei etwa 90 % wurde Methadon eingesetzt, sonst hauptsächlich Buprenorphin. Wenn weder Methadon noch Buprenorphin eine erfolgreiche Therapie erlauben, wird auch reines Heroin abgegeben. In der Schweiz wurden 2014 ungefähr 1400 Patienten mit Heroin behandelt, dies entspricht etwa 8 % aller Personen in einer Substitutionstherapie. Die Abgabe erfolgt als Langzeittherapie ohne zeitliche Beschränkung. Das Heroin ist in normaler, wie auch in retardierter Pillenform erhältlich, wobei in speziellen Kliniken die Patienten bei Aufsicht flüssiges Heroin sich auch spritzen können.

#### Ärztliche Heroinabgabe
In der Schweiz wurde 1995 die heroingestützte Behandlung (HeGeBe) in einem Pilotversuch im Kanton Zürich eingeführt, hauptsächlich um die offene Drogenszene auf dem Lettenareal zu bekämpfen. Dabei wird reines Heroin an Süchtige unter ärztlicher Aufsicht abgegeben. Das Pilotprojekt wurde 1999 als fester Bestandteil der Vier-Säulen-Politik auf Bundesebene verankert. Seit 2010 ist die ärztliche Heroinabgabe im Betäubungsmittelgesetz verankert. Das Medikament wird unter dem Namen Diaphin vertrieben und gibt es in drei Versionen: Diaphin 200 mg IR (setzt Wirkstoff sofort frei), Diaphin 200 mg SR (retardiert) und eine Injektionslösung. Die Bedingungen für die Mitgabe von Diaphinpillen (sogenannte „Take-Homes“) wurden letztes Jahr verschärft, weswegen Patienten momentan nur unter speziellen Auflagen eine weitere Tagesdosis mitnehmen dürfen, wobei früher eine lockerere Regelung toleriert wurde. Injektionslösungen sind von der Mitgabe ausgeschlossen. Der Transport von Diaphin zu den Abgabestellen unterliegt höchsten Sicherheitsvorkehrungen und ist vergleichbar wie ein Goldtransport geschützt mit gepanzerten Lieferwägen und bewaffnetem Personal. Das Medikament wird von der Firma DiaMo Narcotics GmbH erstellt, welche vom Schweizer Bund den Auftrag zur Produktion bekommen hat.